# 所罗门·马马洛尼
所罗门·苏纳奥内·马马洛尼（英語：Solomon Suna'one Mamaloni；1943年1月23日—2000年1月11日），所罗门群岛政治人物，3次担任所罗门群岛总理。

## 政治生涯
1970年，所罗门·马马洛尼当选管理委员会成员，并在1973年成功连任。1974年8月，新宪法废除了管理委员会，改设所罗门群岛立法会，马马洛尼当选所罗门群岛第一任首席部长。1976年，马马洛尼当选立法会议员，但在首席部长选举中落选，不久辞去议员职务。1980年，马马洛尼当选国民议会议员，并在1981年第一次当选总理。1984年，国民议会换届选举，马马洛尼连任议员，但在总理选举中败北。1989年，马马洛尼领导的人民联盟党在议会选举中大胜，他因此第二次当选总理。1993年，马马洛尼的人民联盟党在选举中失利，他本人也在总理选举中落败。1994年，总理弗朗西斯·比利·希利因议会通过不信任案而下台，马马洛尼第三次当选总理。1997年，马马洛尼的人民联盟党选举结果不佳，他本人未能连任总理职务。2001年1月11日，马马洛尼在霍尼亚拉病逝。